# Kästel (Gerhardshofen)
Kästel ist ein Gemeindeteil der Gemeinde Gerhardshofen im Landkreis Neustadt an der Aisch-Bad Windsheim (Mittelfranken, Bayern). Die Gemarkung Kästel hat eine Fläche von 6,892 km². Sie ist in 886 Flurstücke aufgeteilt, die eine durchschnittliche Fläche von 7779,24 m² haben. In ihr liegen neben dem namensgebenden Ort die Gemeindeteile Emelsdorf, Linden und Sintmannsbuch.

## Geografie
Durch das Kirchdorf fließt der Reisigbach, ein rechter Zufluss der Aisch. Im Südosten grenzt das Waldgebiet Sixtenhaid an, darin liegen die Sixtenhaidweiher. Im Osten grenzt das Waldgebiet Urlas an, 0,5 km nordwestlich erhebt sich der Steinberg (346 m ü. NHN). Eine Gemeindeverbindungsstraße führt nach Emelsdorf (1,3 km südwestlich) bzw. zur Staatsstraße 2259 (0,7 km nördlich) zwischen Rezelsdorf (2 km östlich) und Birnbaum (2 km westlich).

## Geschichte

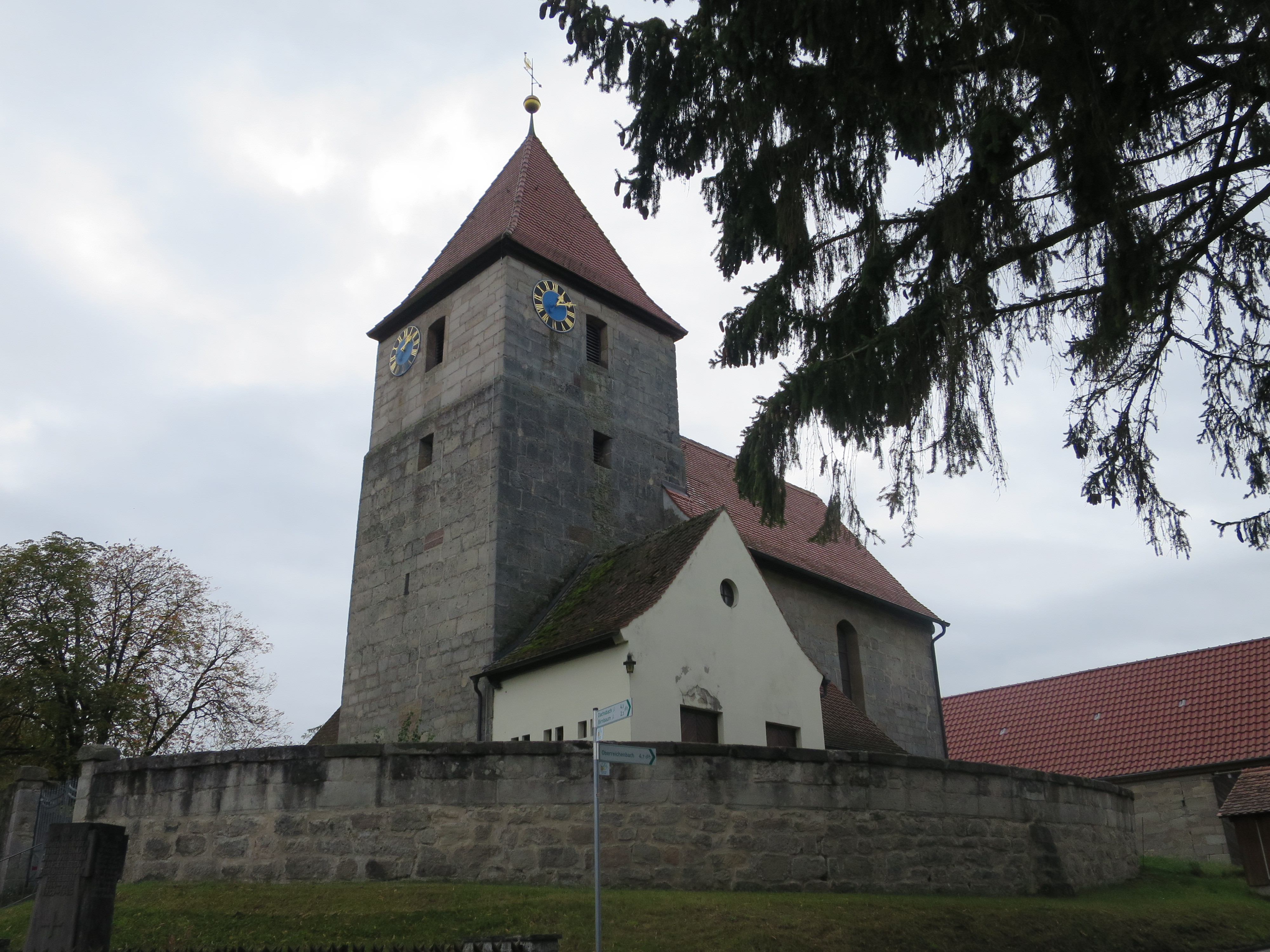
Die Kirche St. Mauritius

Der Ort wurde im Lehenbuch des Hochstifts Würzburg, das im Zeitraum zwischen 1303 und 1317 entstand, als „Kestal“ erstmals namentlich erwähnt. Lehensträger war zu dieser Zeit Konrad von Pahres. Unter dem Würzburger Bischof Gottfried III. von Hohenlohe (1317–1322) ging dieses Lehen auf Johannes von Pahres über. In der Folge fiel der Ort an die Burggrafschaft Nürnberg, schließlich an das Markgraftum Brandenburg-Kulmbach. 1421 erhielt Michael von Seckendorff zu Rennhofen u. a. in „Kerstal“ Güter und den Zehnten von Markgraf Friedrich I. zu Lehen. Aus dem markgräflichen Salbuch von 1434 geht hervor, dass ein Viertel des Zehnten in „Kerstall“ der Markgrafschaft gehörte und drei Viertel dem Kloster Michelsberg. Letzteres verlieh im Jahr 1464 Moritz Auracher von Dachsbach in „Kerstal“ eine Hube, zweieinhalb Lehen und einen Weiher. 1502/06 wurde dessen Besitz in „Cestel“ mit vier Gütern angegeben. Der Ort zählte zur Fraisch des markgräflichen Amtes Dachsbach. 1718 gab es nur noch einen brandenburg-bayreuthischen Untertan. Die übrigen unterstanden dem Domstift Bamberg, dem Rittergut Birnbaum und der Reichsstadt Nürnberg.
Gegen Ende des 18. Jahrhunderts gab es in Kästel zehn Anwesen. Das Hochgericht und die Dorf- und Gemeindeherrschaft übte das brandenburg-bayreuthische Kasten- und Jurisdiktionsamt Dachsbach aus. Grundherren waren die Herrschaft Wilhermsdorf (1 Gut), die Pfarrei Gerhardshofen (1 Gut), das Domkapitel Bamberg (5 Güter), das Rittergut Sichardshof (2 Güter) und das Rittergut Herrnneuses (1 Gut).
Von 1797 bis 1810 unterstand der Ort dem Justizamt Dachsbach und Kammeramt Neustadt. Im Jahre 1810 kam Kästel an das Königreich Bayern. Im Rahmen des Gemeindeedikts wurde Kästel dem 1811 gebildeten Steuerdistrikt Dachsbach zugeordnet. 1813 wurde es dem Steuerdistrikt und der Ruralgemeinde Birnbaum zugewiesen. Mit dem Zweiten Gemeindeedikt (1818) entstand die Ruralgemeinde Kästel, zu der Emelsdorf, Linden und Sintmannsbuch gehörten. Sie war in Verwaltung und Gerichtsbarkeit dem Landgericht Neustadt an der Aisch zugeordnet und in der Finanzverwaltung dem Rentamt Neustadt an der Aisch (1919 in Finanzamt Neustadt an der Aisch umbenannt, seit 1972 Finanzamt Uffenheim). Ein Anwesen unterstand jedoch bis 1839 in der freiwilligen Gerichtsbarkeit dem Patrimonialgericht Wilhermsdorf. Ab 1862 gehörte Kästel zum Bezirksamt Neustadt an der Aisch (1939 in Landkreis Neustadt an der Aisch umbenannt). Die Gerichtsbarkeit blieb beim Landgericht Neustadt an der Aisch (1879 in das Amtsgericht Neustadt an der Aisch umgewandelt). Die Gemeinde hatte 1964 eine Gebietsfläche von 6,850 km².
Am 1. Juli 1971 wurde Kästel im Zuge der Gebietsreform in Bayern nach Gerhardshofen eingemeindet.

### Baudenkmäler
- Haus Nr. 5: eingeschossiges Wohnstallhaus von 1744; Eckpilaster, darüber kleine Voluten im Giebelansatz; geohrte Fenster, profilierte Fensterbank, Gurtgesims, Quadersockel; im Keilstein der geohrten Tür „J“(ohann) „M“(ertel) / „1824“, datiert einen Umbau. Im Keller „1744“ als vermutliches Erbauungsjahr eingemeißelt[14]
- Haus Nr. 8: zweigeschossiges Satteldachhaus, Gurtband, profiliertes Traufgesims mit Anfängern; Türsturz bezeichnet „J“(ohann) „B“(rehm) / „1841“.[14]
- Haus Nr. 19: evangelisch-lutherische Filialkirche St. Mauritius[15]

### Einwohnerentwicklung
Gemeinde Kästel
| Jahr      | 1818   | 1840   | 1852   | 1855   | 1861   | 1867   | 1871   | 1875   | 1880   | 1885   | 1890   | 1895   | 1900   | 1905   | 1910   | 1919   | 1925   | 1933   | 1939   | 1946   | 1950   | 1952   | 1961   | 1970   |
| Einwohner | 222    | 308    | 279    | 284    | 276    | 289    | 300    | 311    | 325    | 315    | 291    | 253    | 245    | 258    | 255    | 254    | 266    | 263    | 242    | 294    | 266    | 249    | 227    | 218    |
| Häuser    | 39     | 49     |        |        |        |        | 51     |        |        | 57     | 54     |        | 58     |        |        |        | 48     |        |        |        | 50     |        | 58     |        |
| Quelle    | [ 17 ] | [ 18 ] | [ 19 ] | [ 19 ] | [ 20 ] | [ 21 ] | [ 22 ] | [ 23 ] | [ 24 ] | [ 25 ] | [ 26 ] | [ 19 ] | [ 27 ] | [ 19 ] | [ 28 ] | [ 19 ] | [ 29 ] | [ 19 ] | [ 19 ] | [ 19 ] | [ 30 ] | [ 19 ] | [ 11 ] | [ 31 ] |

Ort Kästel
| Jahr      | 001818 | 001840 | 001861 | 001871 | 001885 | 001900 | 001925 | 001950 | 001961 | 001970 | 001987 | 002016 | 002020 |
| Einwohner | 60     | 91     | 85     | 92     | 98     | 85     | 85     | 101    | 77     | 79     | 65     | 84     | 74     |
| Häuser    | 11     | 17     |        |        | 17     | 17     | 16     | 16     | 16     |        | 19     |        |        |
| Quelle    | [ 17 ] | [ 18 ] | [ 20 ] | [ 22 ] | [ 25 ] | [ 27 ] | [ 29 ] | [ 30 ] | [ 11 ] | [ 31 ] | [ 32 ] | [ 33 ] | [ 1 ]  |

## Religion
Der Ort ist seit der Reformation evangelisch-lutherisch geprägt und bis heute nach St. Peter und Paul (Gerhardshofen) gepfarrt.